# Nancy Varian Berberick
Nancy Varian Berberick (1951- ), es una escritora de fantasía estadounidense, especialmente conocida por sus aportaciones al mundo de Dragonlance.
Desde pequeña quería aprender a leer para poder escribir sus propias historias. Según ella misma, la primera vez que se enamoró fue de la Lengua Inglesa. Sus otras dos grandes aficiones son la antigua poesía inglesa y el género fantástico, incluyendo aquí la mitología, el folclore y las leyendas.

## Biografía
En 1986 vendió su primera historia (The Merlin´s Gift) convirtiéndose así en escritora profesional. En 1994 se mudó de Nueva Jersey a Carolina del Norte, donde vive actualmente en Charlotte, con su marido, el arquitecto Bruce A. Berberick, y sus dos perros, Page y Piper.